# Sphenosuchia
Die Sphenosuchia sind ein Taxon der Reptilien aus der Obertrias und dem Oberjura und sind frühe Angehörige der Crocodylomorpha, ein Taxon, das die Verwandten der Krokodile mit letzteren vereint. Die Sphenosuchia waren kleine und mittelgroße, leicht gebaute terrestrisch lebende Tiere. Die Gruppe ist eventuell nicht monophyletisch.

## Merkmale
Sie sind vor allem durch das Fehlen der abgeleiteten Merkmale der Krokodile charakterisiert. Die Pneumatisierung der hinteren Schädelregion ist noch nicht so stark entwickelt. Der Schädel war niedrig und hatte mit seiner verlängerten Schnauze eine deutlich krokodilartige Form. Ein sekundärer Gaumen war noch nicht oder nur in Ansätzen vorhanden. Die Beine waren, verglichen mit denen der Krokodile, sehr lang, Vorder- und Hinterbeine waren fast gleich lang. Sie waren Zehengänger, ihre Handwurzelknochen waren verlängert. Ihre Hüftgelenkpfanne (Acetabulum) war, ähnlich wie die der Dinosaurier perforiert. Das Quadratbein hatte mit der Seite des Hirnschädels keinen Kontakt. Das Schuppenbein war bogenförmig und hinten gegabelt.

## Gattungen
- Terrestrisuchus (obere Trias von England)
- Dibothrosuchus (unterer Jura von China)
- Kayentasuchus (unterer Jura von Nordamerika)[1]
- Litargosuchus (unterer Jura von Südafrika)[1]
- Pedeticosaurus (unterer Jura von Südafrika)
- Platyognathus (unterer Jura von China)
- Sphenosuchus (unterer Jura von Südafrika)
- Macelognathus (oberer Jura von Nordamerika)[2]
- Junggarsuchus (mittlerer Jura von China)[3]